# Gestuno
O Gestuno (ou Língua Gestual Internacional, Língua Internacional de Sinais, no Brasil) é uma língua auxiliar internacional, muitas vezes usada pelos surdos em conferências internacionais, ou informalmente, quando viajam. 
Não é considerada uma língua, já que não possui uma gramática. Utilizam-se os sinais com a gramática de qualquer uma das línguas de sinais existentes. É utilizada em reuniões internacionais de surdos.

## Exemplos
Versão digital do Gestuno - Contém sinais (alguns desatualizados) em forma de fotografia.